# Mischocyttarus marinensis
Mischocyttarus marinensis är en getingart som beskrevs av Cooper 1998. Mischocyttarus marinensis ingår i släktet Mischocyttarus och familjen getingar. Inga underarter finns listade i Catalogue of Life.